# 1222年金玺诏书
1222年的金玺诏书是由匈牙利王国的安德魯二世頒布的金玺诏书。國王安德魯二世被他的貴族強迫接受金玺诏书（Aranybulla），這是憲法限制歐洲君主權力的第一個例子。金玺诏书是在1222年的塞克什白堡会议中發行的。法律確立了匈牙利貴族的權利，包括在國王違反法律時不服從國王的權利（拉丁語：jus reactorendi）。貴族和教會免除了所有稅收，不能被迫在匈牙利以外的地方開戰，也沒有義務為其提供資金。這也是一份具有歷史意義的重要文件，因為它為所有國家的貴族制定了平等的原則。該法令共製作了七份，分別用於以下機構：給教皇、給聖殿騎士團、給醫院騎士團、給匈牙利國王本身、給埃斯泰爾戈姆和考洛喬的宗教团体以及給匈牙利行宫伯爵（palatinus regni Hungariae）。
該憲章的製定受到貴族中產階級的影響，這在該國的封建制度中是不尋常的。作為慷慨的常規姿態，安德魯國王經常將財產捐贈給特別忠實的僕人，這些僕人此後獲得了新的經濟和階級權力。隨著國家階級制度和經濟狀況的變化，安德魯國王發現自己被迫頒布了1222年的金玺诏书法令，以緩和世襲貴族與新興中產階級貴族之間的緊張關係。
金玺诏书經常被和大憲章类比，1222年金玺诏书是匈牙利民族的第一個憲法文件，而大憲章是英格蘭民族的第一部憲法。